# Sh2-102
Sh2-102 è una tenue nebulosa a emissione visibile nella costellazione del Cigno.
Si individua nella parte meridionale della costellazione, a breve distanza dal confine con la Volpetta e nei pressi della stella 41 Cygni; la sua debolezza lo rende un oggetto particolarmente difficile da individuare e da riprendere. Il periodo migliore per la sua osservazione nel cielo serale ricade fra i mesi di giugno e novembre ed è facilitata dalle regioni situate nell'emisfero boreale terrestre.
Si tratta di un debolissimo filamento nebuloso di idrogeno ionizzato che si estende per una quarantina di minuti d'arco a nordest di 41 Cygni; la sua distanza non è conosciuta e la nebulosa è di fatto molto poco studiata.